# موزه ملی برزیل
موزه ملی برزیل (به پرتغالی: Museu Nacional) قدیمی‌ترین مؤسسه علمی برزیل و یکی از بزرگ‌ترین موزه‌های تاریخ طبیعی و انسان‌شناسی در قاره آمریکاست. این موزه در پارک کوئینتا دا بوآ ویستا واقع در ریو دو ژانیرو قرار دارد و در کاخ سنت کریستوفر ساخته شده‌است. این کاخ، پیش از آن‌که در ۱۸۹۲ به عنوان موزه مورد استفاده قرار گیرد، بین سال‌های ۱۸۰۸ تا ۱۸۲۱ میلادی محل اقامت خاندان سلطنتی پرتغال، بین سال‌های ۱۸۲۲ تا ۱۸۸۹ میلادی محل اقامت خاندان امپراتوری برزیل و بین سال‌های ۱۸۸۹ تا ۱۸۹۱ میلادی میزبان مجلس مؤسسان جمهوری‌خواه بوده‌است. ساختمان موزه از ۱۹۳۸ در فهرست آثار ملی برزیل ثبت شده‌است.
این موزه به دست جان ششم پرتغال در ۶ ژوئن ۱۸۱۸ و تحت عنوان «موزه سلطنتی» بنیان نهاده شد و ساختمان آن در پارک کمپو دو سانتانا، جایی که آثاری از مجموعه «خانه تاریخ طبیعی» که مردم آن را «خانه پرندگان» می‌خوانند و در ۱۷۸۴ به دست نایب‌السلطنه برزیل ایجاد شده، مجموعه کانی‌شناسی و جانورشناسی نمایش داده می‌شد، قرار داشت. بنیاد موزه با هدف توسعه اقتصاد اجتماعی کشور و با مورد توجه قرار دادن آموزش، فرهنگ و دانش نهاده شد. این مؤسسه در سده نوزدهم میلادی در گونه خود مهم‌ترین موزه آمریکای جنوبی شناخته می‌شد و در سال ۱۹۴۶ میلادی به دانشگاه فدرال ریو دو ژانیرو منتقل شد.
موزه ملی برزیل دارای مجموعه عظیمی با بیش از ۲۰ میلیون قطعه بوده‌است که شامل برخی از مهم‌ترین اشیاء مربوط به علوم طبیعی و انسان‌شناسی در برزیل بود از جمله اشیاء زیادی از مناطق مختلف کره زمین و ساخته‌شده به دست چندین فرهنگ و تمدن باستانی. این اقلام در مدت بیش از دو قرن از طرق مختلف از جمله سفرهای اکتشافی، حفاری، خرید، اهدا و مبادله کنار هم جمع شده‌اند. این مجموعه دارای هفت بخش اصلی زمین‌شناسی، دیرینه‌شناسی، گیاه‌شناسی، جانورشناسی، انسان‌شناسی زیستی، باستان‌شناسی و نژادشناسی بود. این مجموعه پایه اصلی پژوهش‌های دپارتمان آکادمیک موزه بوده که مسئول انجام فعالیت‌هایی در تمام مناطق برزیل و چندین منطقه در جهان از جمله قاره جنوبگان بوده‌است. موزه همچنین یکی از بزرگ‌ترین کتابخانه‌های علمی برزیل با ۴۷۰٬۰۰۰ عنوان کتاب و ۲۴۰۰ اثر کمیاب را در خود جای داده بود.

## آتش‌سوزی ۲۰۱۸

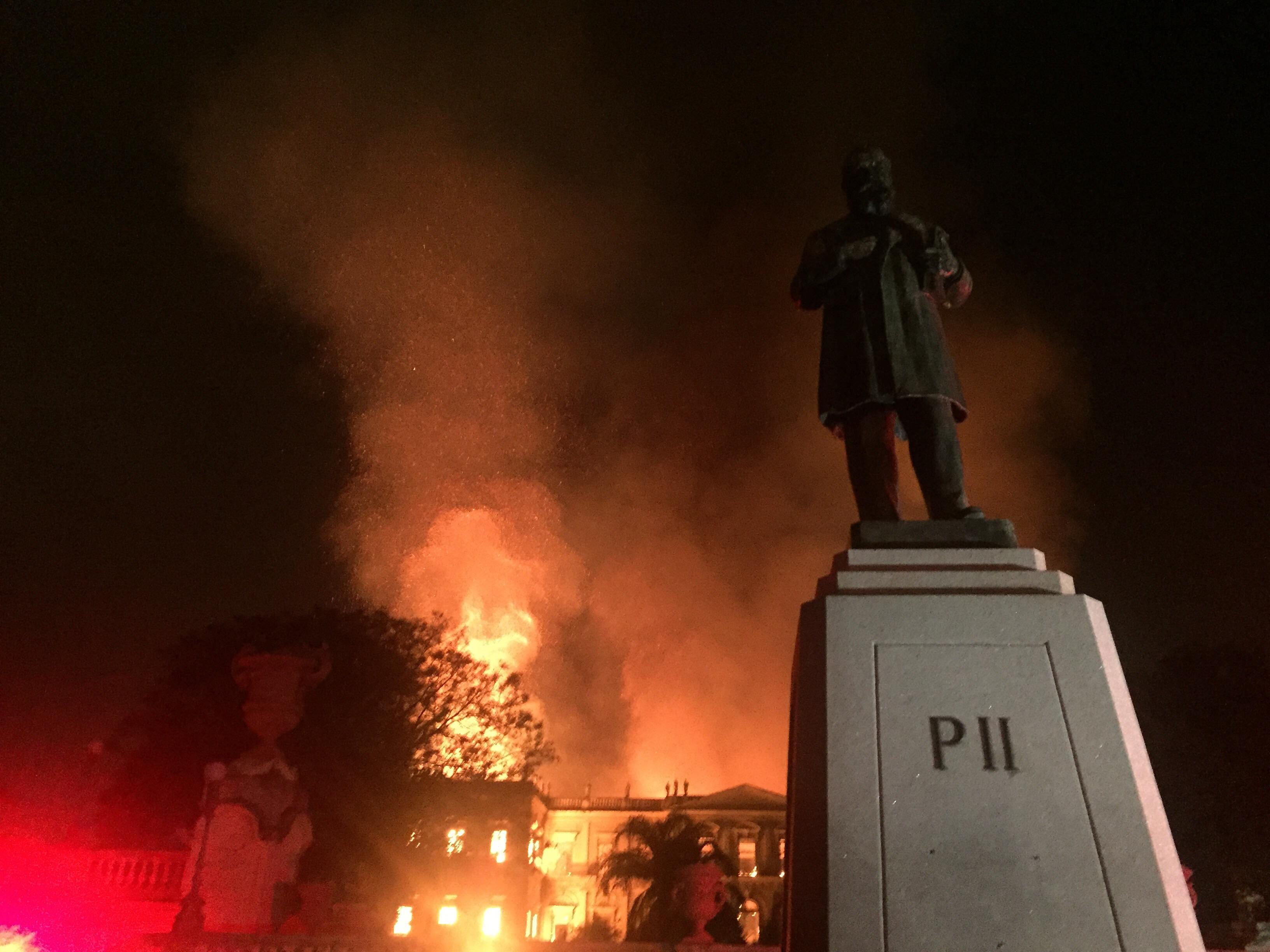
آتش‌سوزی در موزه ملی برزیل، ۲ سپتامبر ۲۰۱۸.

ساختمان موزه در ۲ سپتامبر ۲۰۱۸ و در اثر آتش‌سوزی، متحمل آسیب‌های سنگینی شد. با این‌که برخی از آثار موزه نجات داده شدند، این باور وجود دارد که بخش اعظم ۲۰ میلیون قطعه موجود در موزه از بین رفته‌اند و تنها بخشی از آثار که در ساختمان دیگری نگهداری می‌شدند، آسیب ندیده‌اند. اولین آتش‌نشان‌هایی که به مقابله با حریق پرداختند با کمبود آب مواجه شدند. رئیس آتش‌نشانی ریو اظهار داشت دو ایستگاه آتش‌نشانی نزدیک موزه کمبود آب داشتند و مجبور شدند برای خاموش کردن آتش از آب دریاچه نزدیک ساختمان استفاده کنند.

### دایناسور کشف‌شده در کرمان
در روز ۱۳ شهریور ۱۳۹۷ و دو روز بعد از آتش‌سوزی در موزه، ایسنا اعلام کرد احتمالاً دایناسوری که در سال ۱۳۸۱ در کرمان کشف شده بود نیز در این آتش‌سوزی از بین رفته‌است. به گفته ایسنا، علی هژبری، دانشجوی مقطع دکترای باستان‌شناسی دانشگاه تهران، گفته این دایناسور با اجازه رئیس وقت پژوهشکده علوم زمین به صورت امانت در اختیار موزه ملی برزیل قرار گرفته‌است. محمدرضا کارگر مدیر اداره کل موزه‌های سازمان میراث فرهنگی اعلام کرده این سازمان از چنین انتقالی اطلاع نداشته‌است.